# Ганькино (Московская область)
Ганькино — деревня в Луховицком районе Московской области, принадлежит к Газопроводскому сельскому поселению. Также Ганькино относится и к более мелкому административному образованию внутри Луховицкого района — Алпатьевскому сельскому округу.
Деревня расположена на правом берегу реки Оки практически на границе с Рязанской областью (граница находится в 2 км от Ганькино). По правому берегу реки идёт автомобильная дорога, которая связывает Дединово и Ганькино. На другой стороне реки расположена дорога Дединово — Слемские Борки.
По данным 2006 года в деревне проживает 81 человек. Ближайшие населённые пункты к деревне: Алпатьево — 500 м и Слемские Борки — 1 км. Ганькино и Алпатьево находятся на одном берегу Оки, село же Слемские Борки расположено на другом берегу прямо напротив Ганькино. Рядом с Ганькино также находится исток одного из притоков реки Мечи.

## История и культура
В Ганькино располагалась деревянная церковь, которая в деревню была перенесена в 1764 году из Николаевской пустоши, располагавшейся рядом с Перевицким Торжком,. Перевицкий Торжок и бывшая Николаевская пустошь находятся выше Ганькино по течению Оки-реки. .

## Расположение
- Расстояние от административного центра поселения — посёлка Газопроводск
  - 9 км на северо-восток от центра посёлка
  - 10,5 км по дороге от границы посёлка
- Расстояние от административного центра района — города Луховицы
  - 24 км на юго-восток от центра города
  - 28 км по дороге от границы города (по Новорязанскому шоссе и далее через Орешково и Алпатьево)

## Транспорт
Деревня Ганькино связана автобусным сообщением с райцентром городом Луховицы и некоторыми населёнными пунктами Луховицкого района (маршрут № 21),,. Рядом с Ганькино также расположена железнодорожная станция Алпатьево (на расстоянии 1,5 — 2 км от деревни).

## Предприятия
В деревне развито сельское хозяйство: в Ганькино находится 2 крестьянско-фермерских хозяйства (КФХ «Хозяйство Ширяева» и
КФХ «Хозяйство Ширяевой»), которые производят в основном продукты растениеводства — зерновые, картофель и другие культуры. Также в Ганькино развито и садоводство-огородничество, в деревне имеется 6 садоводческих товариществ: «Ока-3», «Орешково», «Природа», «Надежда-2», «Солнечный берег» и «Ветеран-4».

## Интересные факты
- Из Ганькино родом предки Николая Баскова[7],[8], в этой деревне жил его отец Виктор, также известен и прадед Николая, который хорошо пел и играл на балалайке.
- В 18 км от Ганькино в Рязанской области находится деревня Константиново — родина поэта Сергея Есенина.
- В Ганькино находится Московское областное отделение «Зенит», которое относится к общероссийской общественной организации «Федерация любителей авиации России».